# Federico Chaves

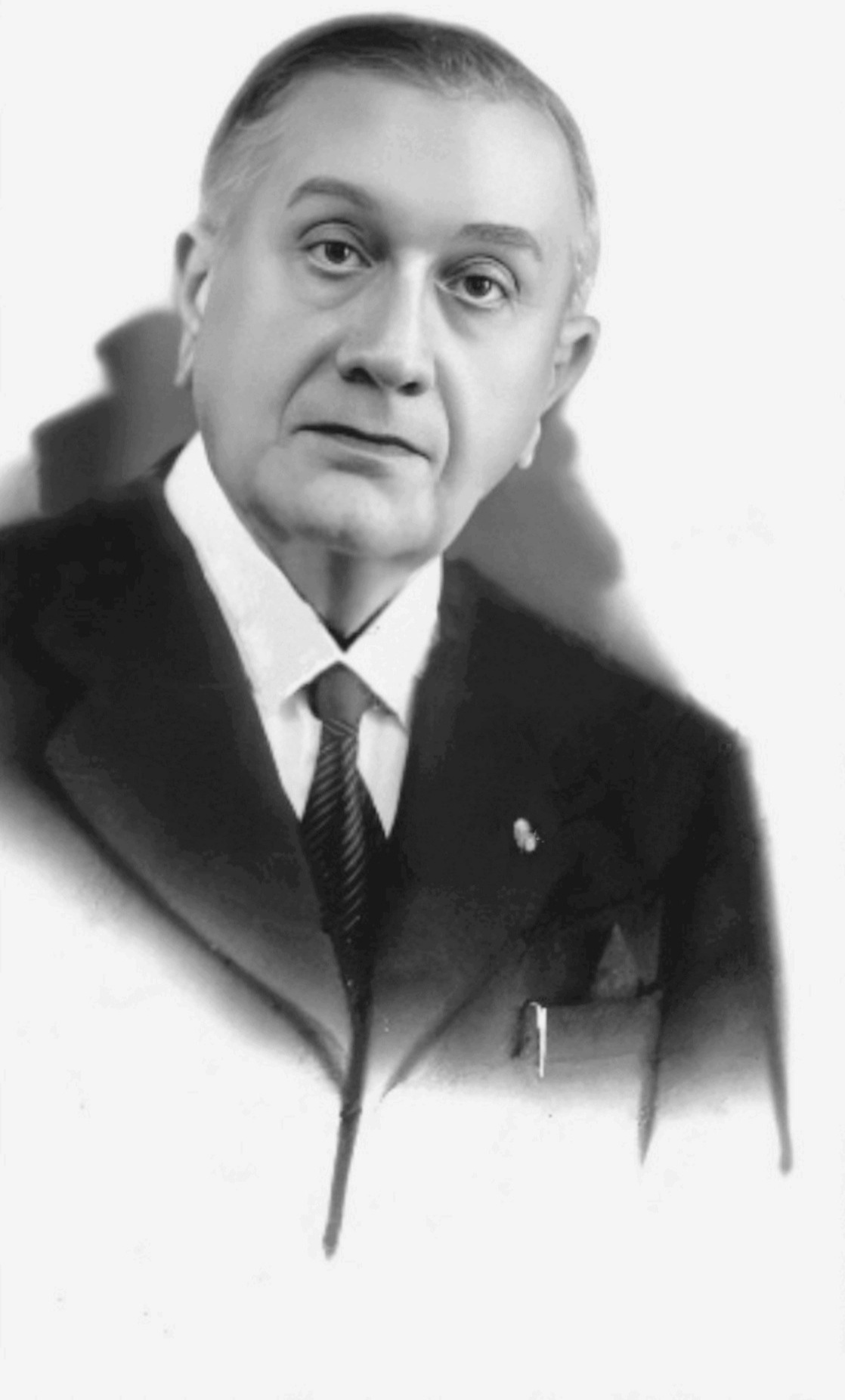
Federico Chaves Careaga (1950)

Federico Chaves Careaga (* 15. Februar 1882 in Paraguarí; † 24. April 1978 in Asunción) war ein paraguayischer Politiker und Militär, der vom 11. September 1949 bis zum 5. Mai 1954 Präsident von Paraguay war. Er war Mitglied der Colorado-Partei.

## Leben
Er wurde am 15. Februar 1882 als Sohn des Portugiesen Federico Chaves und dessen paraguayischer Frau Felicia Caraega in Paraguarí geboren. Er studierte und promovierte später.
Chaves, der 1905 sein Jurastudium abgeschlossen hatte, war ein langjähriger Führer der rechtsgerichteten Colorado-Partei (Nationale Republikaner). Als seine Partei 1946 an einer Koalitionsregierung beteiligt war, wurde Chaves zum Mitglied des Obersten Gerichtshofs ernannt. Ab 1947 war er Außenminister Paraguays. Im April 1949 wurde er zum Präsidenten der Abgeordnetenkammer gewählt und behielt dieses Amt bis zu seiner Ernennung zum Präsidenten im September 1949. Im Jahr 1950 wurde er für eine dreijährige Amtszeit gewählt und 1953 wiedergewählt. Als Chaves 1954 versuchte, sein Regime durch die Aufrüstung der Nationalpolizei zu stärken, putschten die Streitkräfte Paraguays unter Führung von General Alfredo Stroessner und beendeten mit einem Staatsstreich am 5. Mai seine Regierung.
Chaves starb am 24. April 1978 im Alter von 96 Jahren in der Stadt Asunción an einem natürlichen Tod. Er wurde mit allen staatlichen Ehren beigesetzt; Stroessner nahm an den Feierlichkeiten teil. Als Isidro Ayora, der Präsident von Ecuador am 22. März 1978 starb, war Chaves bis zu seinem eigenen Tod der älteste lebende Staatschef.